# Vașcău
Vașcău (en hongarès: Vaskoh) és una ciutat del comtat de Bihor, Crișana (Romania). Administra cinc pobles: Câmp (Vaskohmező), Câmp-Moți, Colești (Kolafalva), Vărzarii de Jos (Alsófüves) i Vărzarii de Sus (Felsőfüves).
Segons l'últim cens del 2011, hi havia 2.315 persones vivint a la ciutat.
D'aquesta població, el 96,63% són de romanès ètnic i l'1,8% d'altres.